# Xylella fastidiosa

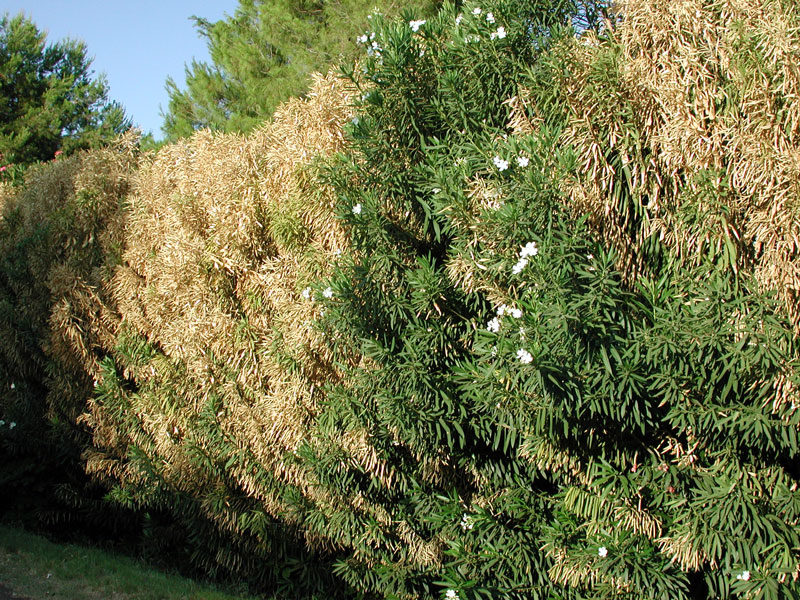
Oleander-Blatt-Brand; Auswirkungen des Befalls von Nerium oleander durch das Bakterium Xylella fastidiosa

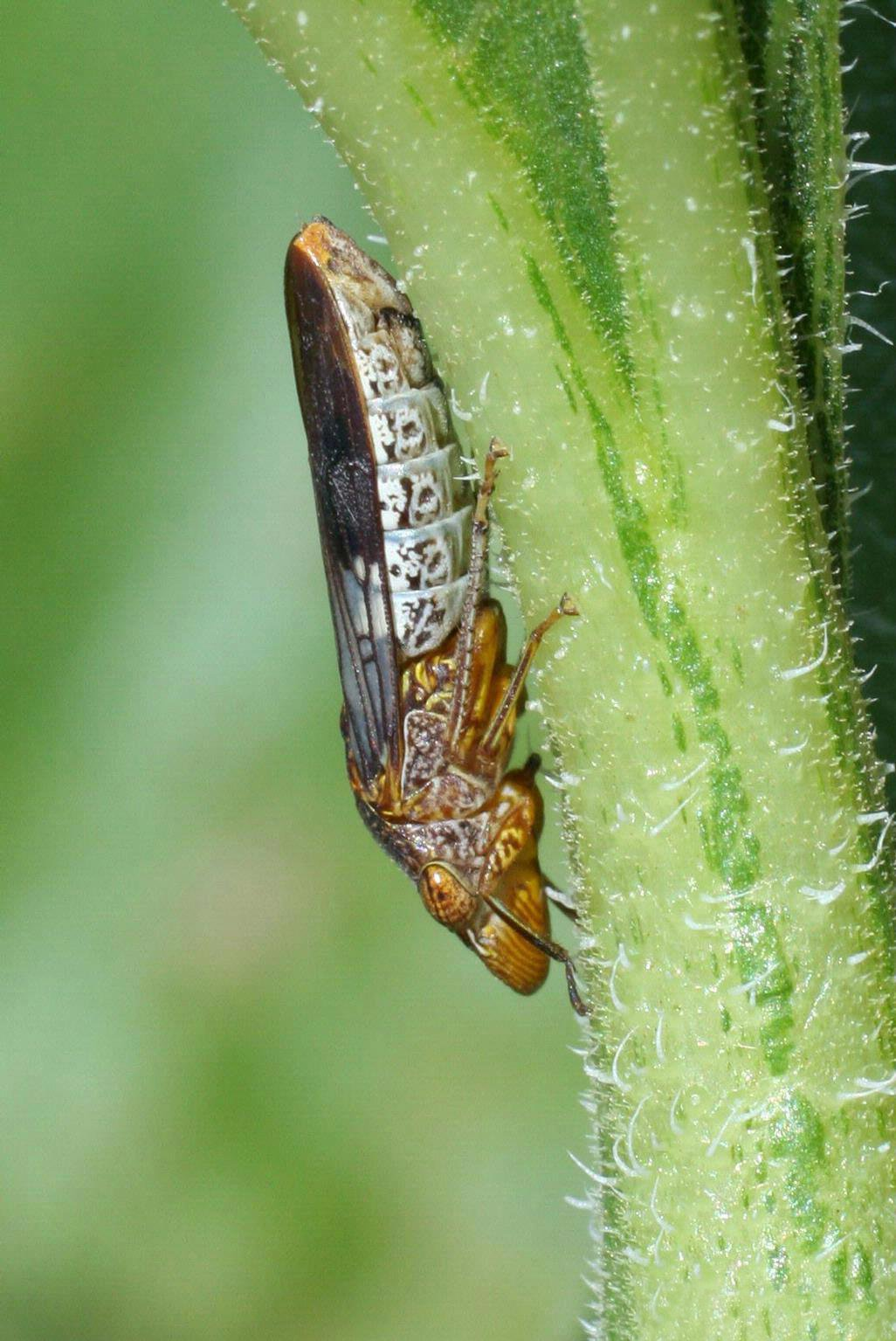
Homalodisca vitripennis, eine Zwergzikade, kann beim Saugen von Pflanzensäften das Bakterium in das Xylem der Pflanze übertragen.

Xylella fastidiosa, dt. auch Feuerbakterium, ist ein Bakterium aus der Familie Lysobacteraceae (früher als Xanthomonadaceae bezeichnet). Es ist der Erreger von Krankheiten bei über 700 Pflanzenarten, darunter zahlreichen Nutzpflanzen.
Unter anderem löst es die Pflanzenkrankheiten phony peach disease (dt. unechte/falsche Pfirsich-Krankheit), oleander leaf scorch (dt. Oleander-Blatt-Brand), Zitrus-Krebs (citrus variegated chlorosis disease, vielfältige Zitrus-Chlorose-Krankheit) sowie an Rebstöcken die „Pierce-Krankheit“ (Pierce’s disease) aus. Darüber hinaus befällt es auch Mandel-, Oliven- und Pflaumenbäume.
Alle aus dem Xylem saugenden Insekten in Europa sind potentielle Überträger des Bakteriums. Das heißt, dass die Bekämpfung des Bakteriums besonders schwierig ist, da das Bakterium durch unterschiedliche Insekten übertragen wird; hinzu kommt, dass befallene Pflanzen über Monate keine Symptome zeigen, so dass eine Ausbreitung lange unentdeckt bleibt.
Die Ausbreitungsgeschwindigkeit von X. fastidiosa in Ländern, in denen das Bakterium bereits gemeldet wurde, ist sehr hoch, insbesondere im Plantagenanbau. Ein Pflanzenschutzmittel, das bei bereits befallenen Pflanzen eingesetzt werden könnte, ist bisher nicht bekannt; die Europäische Behörde für Lebensmittelsicherheit empfiehlt daher, die übertragenden Insektenarten zu bekämpfen und Pflanzen vor dem Versand in andere Regionen vorher gründlich auf Befall zu prüfen.
Aufgrund der Vielfalt der Unterarten in Europa wird inzwischen vermutet, dass die Bakterien nicht nur einmalig, sondern bereits mehrere Male von Amerika – wo sie autochthon (beheimatet) sind – nach Europa verschleppt wurden.
Das Feuerbakterium soll nicht mit dem Feuerbrand-Bakterium Erwinia amylovora verwechselt werden.

## Merkmale des Bakteriums
Die Zellen von Xylella fastidiosa sind stäbchenförmig und haben typischerweise einen Durchmesser von 0,25–0,35 µm und eine Länge von 0,9–3,5 µm. Flagellen sind nicht vorhanden, das Bakterium kann sich aber durch die sogenannte zuckende Motilität (twitching motility) bewegen. Es handelt sich hierbei um mit Hilfe von Typ-IV-Pili ausgelöste Zuckbewegung. Es fehlt das für pflanzenpathogene Bakterien typische Typ-III-Sekretionssystem.

## Verlauf der Krankheit
Ist ein Baum befallen, besiedelt das Bakterium das Xylem und verstopft durch sein massenhaftes Auftreten die Leitungsbahnen. Wasser- und Nährstoffzufuhr werden zunehmend blockiert. Anfangs verfärben sich Blattspitzen und -ränder braun. Später verdorren Zweige, bis irgendwann der ganze Baum abstirbt. Befallene Pflanzen können jedoch auch monatelang symptomfrei bleiben.

## Neue Techniken zur Früherkennung des Befalls

### Spektralkameras
Mit Hilfe einer Hyperspektralkamera und Aufnahmen die durch Drohnen in einer Höhe von ca. 500 Meter über Anpflanzungen gemacht werden, können kleinste Abweichungen an den Pflanzen sichtbar dargestellt werden. So berichtet erstmals das Magazin Nature von dieser neuen Technik, die Hoffnung verspricht im Kampf gegen diese gefährliche und sich bislang unkontrolliert ausbreitende, unheilbare Pflanzenkrankheit. Mit einer Auflösung von 40–60 cm können einzelne Pflanzenaufnahmen in 250 Farbspektren analysiert werden, die wesentlich genauer und umfassender sind als mit bloßem Auge wahrnehmbar. Hierdurch können bereits kleinste Veränderungen an den befallenen Pflanzen und Bäumen erkannt werden, die zu den typischen Austrocknungen führen. Diese Technik gibt Hoffnung die Ausbreitung frühzeitig zu erkennen und zu bekämpfen.

### Spürhunde
Anscheinend können Spürhunde so trainiert werden, dass sie im Frühstadium die vom Bakterium Xylella fastidiosa befallenen Olivenbäume erkennen können. Sechs speziell abgerichtete Hunde werden in Süditalien eingesetzt. Sie wurden zuvor von Hundetrainern und Experten des Landwirtschaftsverbandes trainiert.

## Genom
Erstmals im Jahr 2000 konnte in São Paulo (Brasilien) das gesamte Genom der Art entschlüsselt werden: Damals arbeiteten rund 200 Wissenschaftler zwei Jahre lang an der DNA-Sequenzierung. Sie ergab, dass das Genom des Bakteriums 2.679.305 Basenpaare umfasst. Ca. 50 % der Codierungsregionen konnten vermutlichen Funktionen zugewiesen werden; es gibt zahlreiche Hinweise auf die Ursache der Krankheiten an infizierten Pflanzen.

## Pierce-Krankheit
Diese Rebstock-Krankheit wurde erstmals 1892 von Newton B. Pierce, einem der ersten Phytopathologen, an der Edlen Weinrebe (Vitis vinifera) in Kalifornien untersucht, im Jahr 1900 erschien seine Beschreibung. Der Name dieser Pflanzenkrankheit des Weins lautet daher im Englischen Pierce’s disease. Der Erreger bewirkt, dass der Wasser- und Nährstoffhaushalt der Pflanze blockiert wird, was nach zwei bis drei Jahren zu ihrem Absterben führt. Außerdem verfärben sich die Blätter der befallenen Rebstöcke gelb und die produzierten Früchte sind klein und hart.
1996 fand man heraus, dass der Vektor (Überträger) dieser Krankheit eine Zwergzikade der Gattung Homalodisca ist: Homalodisca vitripennis. Dieses Insekt ernährt sich von Pflanzensäften und überträgt so das Bakterium in das Xylem der Pflanzen, wo es sich weiterentwickelt und vermehrt.
Die Krankheit wird durch die Subspecies Xylella fastidiosa fastidiosa verursacht und wurde ebenfalls in Costa Rica, im Südosten der USA, in Mexiko und Venezuela nachgewiesen.

## Befall von Obstbäumen in Europa
Das Bakterium führt zum Olivenbaumsterben, es bewirkt auch hier die Austrocknung und das Absterben der Pflanzen (OQDS, olive quick decline syndrome).
Der Weg, auf dem das Bakterium aus Nord- und Lateinamerika nach Südeuropa eingeschleppt wurde, ist dabei unklar. 2013 trat das Bakterium zum ersten Mal auf 8.000 Hektar (ha) im Salento in Süditalien auf, Anfang 2015 mussten dort auf nun schätzungsweise 230.000 ha in der Provinz Lecce ca. eine Million befallene Olivenbäume gefällt werden, eine weitere rasche Ausbreitung wurde befürchtet. Zusätzlich musste für eine effektive Vorbeugung der weiteren Ausbreitung das Gras in der gesamten Gegend gemäht sowie der Boden umgepflügt und Pestizide eingesetzt werden. 2012 wurden in einem Treibhaus bei Tours (Frankreich) und 2015 an der Côte d’Azur und bei einer Kübelpflanze in Propriano (Korsika) ebenfalls entsprechende Bakterien gefunden.
Am 18. August 2016 wurden in Korsika 279 Infektionsherde identifiziert, konzentriert vor allem im Süden und Westen der Insel.
Im Jahr 2015 stoppten italienische Staatsanwälte die Anordnung der EU und leiteten Untersuchungen gegen Forscher und örtliche Behördenvertreter ein, denen vorgeworfen wird, „unwahre Fakten“ übermittelt zu haben und so die EU zu einer falschen Einschätzung gebracht zu haben. Es gebe „keinen Beweis“ für eine Verbindung zwischen dem Bakterium und den Austrocknungserscheinungen tausender Bäume in Süditalien. Diese Anordnung wurde erst im Juli 2016 nach der Androhung einer Klage vor dem Europäischen Gerichtshof wieder zurückgenommen. Im Mai 2017 erstatteten Umweltschützer, denen die Abholzungen nicht gefielen, eine Beschwerde bei der Staatsanwaltschaft mit dem Ziel, andere mögliche Ursachen wie etwa Pilzinfektionen zu untersuchen, obwohl dies von EU-Seite bereits ausgeschlossen war.
Xylella fastidiosa befällt auch Mandel-, Pfirsich- (phony peach disease)
und Pflaumenbäume sowie Zitrusfrüchte, darüber hinaus Oleander (oleander leaf scorch). Weitere Wirtspflanzen, in denen das Bakterium nachgewiesen wurde, sind Süßkirsche (Prunus avium), Weidenblatt-Akazie (Acacia saligna), Immergrün (Vinca rosea), Rosmarin (Rosmarinus officinalis), Australischer Rosmarin (Westringia fruticosa), Kreuzblume (Polygala myrtifolia) und Immergrüner Kreuzdorn (Rhamnus alaternus).
Als Gegenmaßnahme wurde von der EU ein Importverbot bestimmter Kaffeesträucher aus Honduras und Costa Rica verhängt.
2016 wurde Xylella fastidiosa erstmals in Deutschland nachgewiesen. Der Befall im Gewächshaus einer Gärtnerei in Sachsen konnte durch Vernichtung des verdächtigen Pflanzenmaterials gestoppt werden. 2018 wurde Deutschland wieder für befallsfrei erklärt.
Ende 2016 wurde das Bakterium auch auf den Balearen identifiziert. In der Folge der Untersuchungen ergab sich der Verdacht, dass sich das Bakterium bereits seit 2012 auf Mallorca ausbreiten konnte und deswegen bis zu 12.000 Mandelbäume in der Mitte der Insel abstarben.
Nach Untersuchungen des Bakteriums hat sich ergeben, dass es sich hierbei um die aggressive Form Xylella fastidiosa pauca handelt, die neben den schon oben erwähnten Bäumen auch Olivenbäume, Kirschbäume, Lorbeerbüsche, Weidenblatt-Akazien, Lavendel, Rosmarin, Australischen Rosmarin (Westringia fruticosa) und Kreuzblumen befallen kann.
 
Am 28. Februar 2017 berichtet die Mallorca Zeitung, dass der Biologe Eduardo Moralejo das Landwirtschaftsministerium bereits 2010 über die Ausbreitung des Bakteriums auf Mallorca informierte. Moralejo beschuldigte das Ministerium, aus wirtschaftspolitischen Gründen den wahren Grund des Mandelbaumsterbens verschleiert zu haben. Seit dem Frühjahr 2017 gilt ein Ausfuhrstopp von den Balearen auf das spanische Festland für jegliche Pflanzen, die von dem Erreger befallen sind. Als Ursprung der Ausbreitung nennt Moralejo eine Finca nahe Son Carrió bei Sant Llorenç. Hier wurde 1996 aus Kalifornien stammendes Biomaterial zu Experimentalzwecken ausgebracht. Seiner Meinung nach breitet sich Xylella fastidiosa auf der Insel bereits seit diesem Zeitpunkt aus. Somit sei Mallorca auch die erste europäische Region, die von Xylella befallen wurde. Seit 2008 seien an die 100.000 Mandelbäume auf Mallorca abgestorben. Etwa eine Million Mandelbäume seien bereits befallen und das Bakterium greife auch auf Weinreben, Olivenbäume, Feigenbäume und verschiedene Zierpflanzen über. Moralejos Hypothesen gelten inzwischen als gesichert und die Forschung zu Verbreitungswegen und Gegenmaßnahmen läuft weiter.

## Maßnahmen und Schutz gegen die Ausbreitung
2015 wurde von der EU-Behörde eine Richtlinie veröffentlicht, um den Pflanzenschutz zu sichern und die weitere Ausbreitung der Krankheit zu verhindern. Unter anderem wurde angeordnet, dass um den Befall eine 100 Meter breite Zone und eine 10 Kilometer breite Pufferzone errichtet werden muss. In einem späteren, 2017 geänderten EU-Beschluss wurde diese Pufferzone auf fünf Kilometer reduziert. Des Weiteren wurde angeordnet, dass für eine Reihe von für den Handel bestimmten Pflanzen, die als Wirtspflanzen für den Erreger gelten, ein EU-Pflanzenpass obligatorisch ist. Befallene Pflanzen gelte es zu entfernen und zu verbrennen.  